# Bärnäs, Kotka
Se även Bärnäs, Björneborg. För Sunila pappersmassafabrik, se Sunila Oy

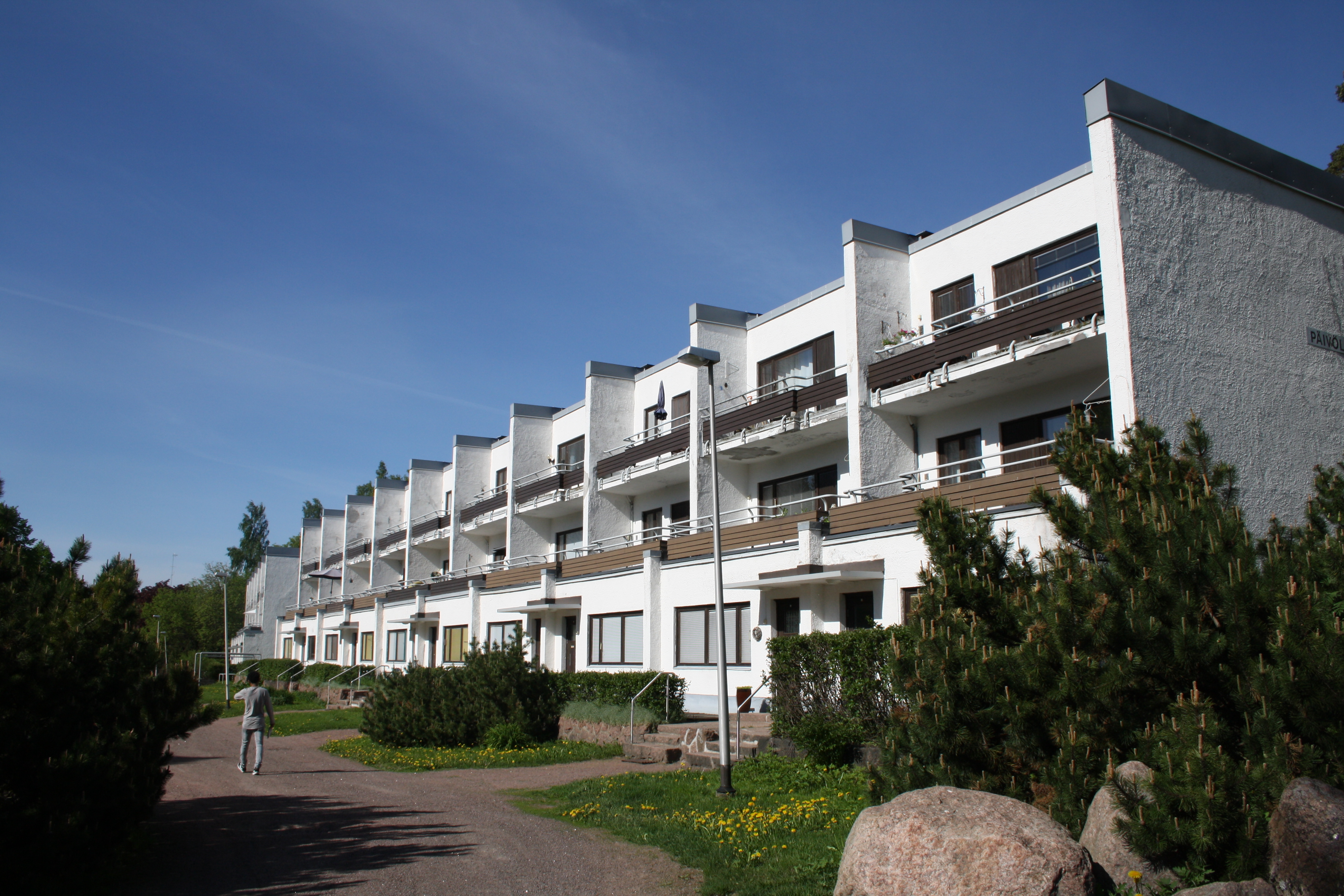
Sluttningshus typ ROT, "Päivölä", 1939, arkitekt Alvar Aalto

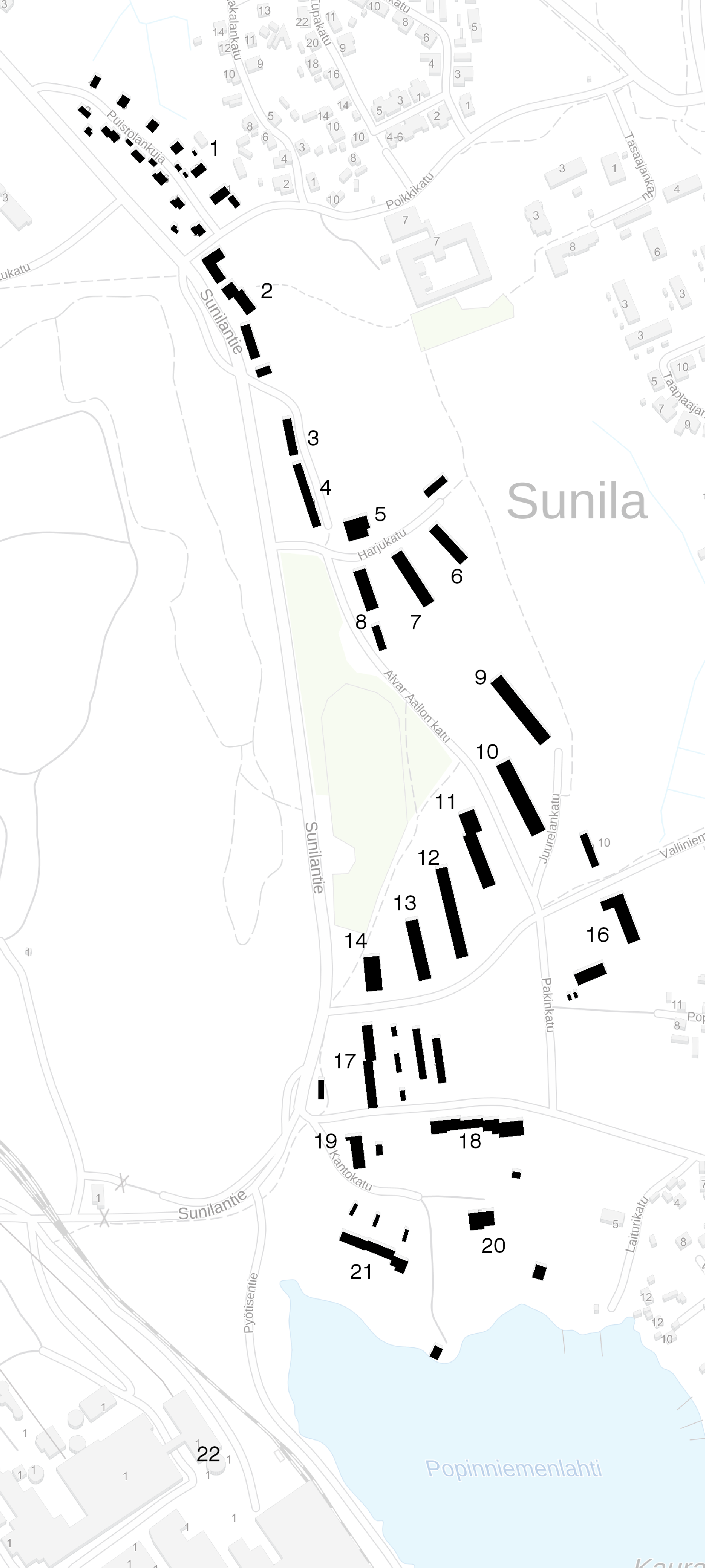
Byggnader i Bärnäs ritade av Alvar Aalto

Bärnäs (finska: Sunila) är en stadsdel i östra delen av Kotka stad, Södra Finlands län. Bärnäs hörde till Kymmene kommun fram till år 1950 och till Karhula köping 1951-1976. 
Alvar Aalto gjorde upp en plan för Sunila massafabriks fabriksområde år 1936. Han kunde förverkliga sin vision om en human miljö då fabriken och det tillhörande bostadsområdet byggdes på obebyggd mark. På grund av fabriksprocesserna kunde Aalto inte påverka fabriksbyggnadernas grundplan, men däremot fasaderna, som byggdes i rödtegel varvat med betong. Fabriken togs i bruk år 1938.
Bostadsområdet designades som en lös solfjäder i massabrukets närhet. De terrasserade husen planerades så att de smälte in i miljön. Aalto planerade det lilla samhället att vara självförsörjande, varför ett värmeverk, två butiker och en busstation byggdes. Det revolutionerande var att olika sociala klasser bodde bredvid varandra. De sociala skillnaderna kunde endast ses i själva byggnaderna.